# Kvastbruket
Kvastbruket är en stadsdel och ett industriområde i norra delen av Västerås. Området ligger söder om Hökåsen och öster om Bergslagsvägen (Riksväg 56)).
På Kvastbruket påbörjades 2017 byggandet av en serverhall för AWS (Amazon Web Services). AWS är en av världens största nätbutiker och tillhandahåller molnbaserade datatjänster. Tre centra byggs i Sverige: Västerås, Eskilstuna och Katrineholm. På Kvastbruket finns också ett ställverk.
Området avgränsas av gränsen mot Hökåsen, järnvägen (Mälarbanan), Lundaleden och Bergslagsvägen.
Området gränsar i norr till Hökåsen, i öster till Finnslätten, i söder till Stenby och i väster till Tunbytorp.